# Heinrich von Kropff
Theodor Leopold Heinrich von Kropff (* Mai 1738 in Braunschweig; † 8. Dezember 1819) war ein preußischer Generalmajor und Chef des Infanterieregiments Nr. 31.

## Leben

### Herkunft
Er war Angehöriger des 1560 nobilitierten Adelsgeschlecht Kropff sowie ein Sohn von Karl Friedrich von Kropff (* 15. Juli 1715 in Altenburg; † 30. April 1790 in Spandau), preußischer Oberstleutnant a. D., zuletzt Kommandeur des Depotbataillons des Infanterieregiments Nr. 26 und dessen Ehefrau, einer geborenen von Krosigk.

### Militärkarriere
Kropff ging 1754 zunächst als Junker in die Dienste des Herzogs von Braunschweig. 1757 wechselte die Truppe in preußische Dienste und er wurde Gefreitenkorporal im Infanterieregiment „Prinz von Preußen“. Im Siebenjährigen Krieg kämpfte er in den Schlachten bei Prag, Breslau (verwundet), Zorndorf, Hochkirch und Torgau. Zudem war er bei der Belagerung von Prag und dem Gefecht von Boitzenburg zugegen. Am 7. Januar 1758 wurde er Fähnrich und am 8. September 1758 Sekondeleutnant. Am 28. Juli 1762 wurde er zum Premierleutnant befördert und am 2. März 1776 zum Stabskapitän. In seinem 40. Lebensjahr, nach 23 Dienstjahren, stieg Kropff Ende April 1778 zum Kapitän und Kompaniechef auf und nahm im selben Jahr am Bayerischen Erbfolgekrieg teil.
Als Major erhielt er weitere 10 Jahre später am 25. April 1788 das Kommando über das Grenadierbataillon. Die Einheit marschierte 1790 nur nach Schlesien. Am 17. Juni 1795 wurde er Kommandeur im Infanterieregiment „von Graevenitz“ und am 7. Januar 1796 wurde er dort Oberstleutnant. Es dauerte bis zum 7. Juni 1798, als die Beförderung zum Oberst kam. 1803 erhielt er bei einer Revue den Orden Pour le Mérite. Am 29. Mai 1805 wurde er zum Generalmajor ernannt und am 16. Juli 1805 Chef des Infanterieregiments Nr. 31. Am 16. Februar 1807 kapitulierte die Festung Schweidnitz unter Oberstleutnant Haacke vor den Franzosen unter Vandamme und Württemberger Truppen. Da geriet auch Kropff mit in Gefangenschaft, seine Truppen waren bereits großenteils desertiert.
Er wurde daher am 20. November 1809 vor ein Kriegsgericht gestellt und am 24. Dezember 1810 zu zwei Jahren Festungshaft in Kolberg verurteilt. Aufgrund seines schlechten Gesundheitszustandes wurde er am 24. September 1812 vorzeitig aus der Haft entlassen. Am 31. Mai 1814 verkündete König Friedrich Wilhelm III. eine allgemeine Amnestie für Offiziere, die wegen ihres Verhaltens von 1806/07 verurteilt wurden, und ab dem 8. September 1814 erhielt auch Kropff eine geheime Pension von 350 Talern pro Monat bis zu seinem Tode im Jahr 1819.

### Familie
Kropff hatte sich am 4. Juni 1785 in Potsdam mit Ernstine Johanne Friedrieke Wilhelmine von Adolphi (* 1765) verheiratet. Das Paar hatte drei Kinder:
- Carl († 18. Juni 1815 in der Schlacht bei Waterloo)
- Constanze Charlotte Luise Henriette (* 8. Februar 1788 in Potsdam) ⚭ Gisbert Baron Hemm von Hemmenstein, preußischer Premierleutnant im Husarenregiment Nr. 3
- Heinrich Friedrich Karl Alexander Wilhelm (* 1. Mai 1790 in Potsdam; † 24. Februar 1826 in Bayreuth), bayerischer Oberstleutnant der Gendarmerie, 1817 bei der bayerischen Ritterschaft immatrikuliert

Wilhelmine von Kropff war mit dem Dichter Jean Paul bekannt.